# Прилежаща зона
Прилежаща зона – част от морското пространство, прилежаща към териториалното море, в която крайбрежната държава може да осъществява контрол в определени от закона отделни области.

## Юрисдикция
Режимът на териториалните води се регулира от Конвенцията на ООН по морско право от 1982 г., а също и от националното законодателство на крайбрежната държава. Съгласно член 33 от Конвенцията, в зоната, прилежаща към нейното териториално море и наричана прилежаща зона, крайбрежната държава може да осъществява контрол, необходим:
1. за предотвратяване на нарушения на митническите, фискалните, емиграционните и санитарните закони и правила, валидни в пределите на нейната територия или териториално море;
2. за налагане на наказания за нарушаване на тези правила.

Прилежащата зона може да бъде четири вида:
- митническа,
- фискална,
- емиграционна,
- санитарна.

## Предели
Международното право не допуска разширение на прилежащата зона отвъд пределите на 24 морски мили (44,4 km), отмервани от същите изходни линии, от които се отмерва и териториалното море.

## Контрол
Националното законодателство на крайбрежната държава определя органите и техните пълномощия по контрола в прилежащата зона.
Контролът включва:
- право да се спре съдът;
- право да се извърши негов оглед;
- в случай на открито правонарушение, правото да предприеме мерките, необходими за осъществяване на разследване на обстоятелствата за нарушението;
- право да наложи наказание за нарушението.

За нарушение на режима в прилежащата зона може да се предприеме преследване на нарушителя, в т.ч. и в открито море, ако то се осъществява по „горещи следи“, т.е. е започнало в прилежащата зона и се води непрекъснато. Преследването е възможно само при установяване на нарушения на това право, за защитата на което е установена съответната прилежаща зона.
Крайбрежната държава не трябва при отстояването на своите права в прилежащата зона да накърнява правата и интересите на другите държави, правомерно използващи тази зона.